# Rute landskommun
Rute landskommun  var en tidigare kommun i Gotlands län.

## Administrativ historik
När 1862 års kommunalförordningar trädde i kraft inrättades i Sverige cirka 2 500 kommuner. Huvuddelen av dessa var landskommuner (baserade på den äldre sockenindelningen), vartill kom 89 städer och åtta köpingar. Då inrättades i  Rute socken i Gotlands norra härad på Gotland denna kommun. 
Vid kommunreformen 1952 uppgick denna  landskommun i Fårösunds landskommun som senare 1971 uppgick i Gotlands kommun.

## Politik

### Mandatfördelning i Rute landskommun 1938-1946
| 9 | 5 | 6 |

| 19 |

| 7 | 9 | 4 |

| 20 |

| 10 | 3 | 7 |

| 20 |